# Zainsk
Zainsk (in russo Заинск?; in tataro Зәй, Zəy) è una città della Russia che si trova nella Repubblica autonoma del Tatarstan, fino al 1978 era chiamata Novij Zaj. Fondata nel 1652–1656 come fortezza sulle rive dello Zaj, affluente di sinistra del Kama, ottenne lo status di città nel 1978 ed è capoluogo dello Zainskij rajon.
La cittadina, che si trova a 287 chilometri da Kazan', nel 1989 aveva 36.621 abitanti, nel 2002 41.088 e 42.200 nel 2009.